# Breathe Me
"Breathe Me" er en single fra 2004 af den australske sangerinde Sia Furler, som er at finde på albummet Colour the Small One.

## Sporoversigt
- Maxi CD Pt.1

1. "Breathe Me" - 4:32
2. "Sea Shells" - 4:52

- Maxi CD Pt.2

1. "Breathe Me" - 4:34
2. "Breathe Me (Four Tet Remix)" - 5:01
3. "Breathe Me (Ulrich Schnauss Remix)" - 4:57
4. "Breathe Me (Mylo Remix)" - 6:22
5. "Breathe Me (Mr. Dan Remix)" - 4:38

- 10" Pt.1[1]

1. A: "Breathe Me (Four Tet Remix)" - 5:01
2. B: "Where I Belong (Hot Chip Remix)" - 5:03

- 10" Pt.2

1. A: "Breathe Me (Ulrich Schnauss Remix)" - 4:57
2. B: "Numb (Leila Remix)" - 4:14

- 12" single[1]

1. A1 "Breathe Me (Mylo Remix)" - 6:22
2. A2 "Breathe Me (Ulrich Schnauss Remix)" - 4:57
3. B1 "Breathe Me (Four Tet Remix)" - 5:01
4. B2 "Breathe Me (Mr. Dan Remix)" - 4:38

## Musikvideo
Den officielle musikvideo blev instrueret af Daniel Askill. Den blev taget over tre dage på et hotel i London, og den er sammensat af over 2.500 individuelle, polaroid stilbilleder.

## Andre udgaver
- Aiden Grimshaw har indspillet en coverversion af "Breathe Me" på hans debutalbum Misty Eye.
- Butch Clancy har indspillet en 'dubstep bootleg remix' af sangen.[3]
- Kelly Clarkson sang en coverversion af "Breathe Me" på hendes Stronger Tour i 2012.
- Sarah Brightman indspillede en coverversion af "Breathe Me" på hendes 11. studiealbum Dreamchaser.

## "Breathe Me" i medierne
"Breathe Me" og de andre udgaver af denne sang har været anvendt i mange TV-programmer og i filmsoundtracks. Velkendt er det nok, at den har været anvendt i "Everybody's Waiting", der var det sidste afsnit i HBO dramaserien Six Feet Under. Andre optrædener i medierne kan nævnes:
- 2004: Life As We Know It (Sæson 1, Afsnit 3) - "Breathe Me"
- 2005: Six Feet Under - "Breathe Me"
- 2006: The Ultimate Gift
- 2006: Veronica Mars (Sæson 2, Afsnit 18) – "Breathe Me (Four Tet remix)"
- 2006: Victoria's Secret Fashion Show 2006 - "Breathe Me"
- 2007: Nykredit tv-reklame
- 2007: Fallen – "Breathe Me"
- 2007: Bionic Woman (Sæson 1, Afsnit 1) – "Breathe Me"
- 2008: Intervention (2008 testsang) – "Breathe Me"
- 2008: Prince of Persia (2008 computerspil) TGS Trailer – "Breathe Me"
- 2008: Verbotene Liebe – "Breathe Me"
- 2008: CNBC Markets in Turmoil – "Breathe Me (Mylo Remix)"
- 2009: MTV Australia Promotion – "Breathe Me"
- 2009: The Hills – "Breathe Me"
- 2009: Holby City – "Breathe Me"
- 2010 —Te presnto a laura "breathe me"
- 2010: Misfits – "Breathe Me"
- 2010: Remember Me – "Breathe Me"
- 2010: The Secret Diary of a Call Girl (Sæson 3, Afsnit 4) – "Breathe Me"
- 2010: Luther (Sæson 1, Afsnit 5) – "Breathe Me"
- 2010: The Oprah Winfrey Show  (Sæson 25, The Farewell Sæson) – "Breathe Me"
- 2011: Cyberbully – "Breathe Me"
- 2012: Hollyoaks – "Breathe Me"
- 2012: Demi Lovato: Stay Strong – "Breathe Me"
- 2012: Saving Hope (Sæson 1, Afsnit 2) – "Breathe Me"
- 2012: Leonardo
- 2012: "Breathe Me" blev anvendt som en af de mange sange i en Youtube-video af Amanda Todd, der beskrev hendes liv og problemer, kun en måned før hun begik selvmord den 10. oktober 2012.
- 2013: Anthony Bourdain: Parts Unknown  (Sæson 01, Afsnit 08) – "Breathe Me"
- 2013: Orange Is the New Black (Sæson 1, Afsnit 7)